# 井上角五郎
井上 角五郎（いのうえ かくごろう、万延元年10月18日〈1860年11月30日〉 - 昭和13年〈1938年〉9月23日）は、日本の実業家、政治家。東京府平民。
壬午事変後に朝鮮政府の顧問となる。1883年10月に「漢城旬報」を発刊、1886年1月には「漢城周報」を創刊。甲申政変に深く関与し、金玉均・朴泳孝と関係を持った。第1回の帝国議会衆議院議員に当選以来連続当選14回、第47回まで14回代議士を務める。北海道炭礦鉄道社長、日本製鋼所設立者、会長、国民工業学院理事長、慶應義塾評議員等を歴任し、大正9年（1920年）緑綬褒章下賜。京釜鉄道、南満州鉄道の設立にも関わった。号は閔妃の実甥・閔泳翊から贈られた琢園。

## 生涯

### 生い立ち
備後国深津郡野上村（現広島県福山市古野上町）出身。
6歳から寺子屋で手習いをはじめ、8歳から備後福山藩の儒学者山室汲古に漢字を習い始めるが学業優秀だったため山室の推薦により飛び級で福山藩校誠之館に特例入学。入学後は漢学と数学を学び数学が特に優秀だったため準得業生（特待生）となる。
1873年、井上家の所有地内にその地区で初めて小学校が設けられたが、当時14歳の井上は村人に請われその学校の教師となっている。17歳で広島県立尋常師範学校福山分校に入学、19歳で卒業しいくつかの小学校に勤務したが、翌年同郷の先輩小林義直を頼り上京。三月ほどして小林の薦めで福澤諭吉の書生となり慶應義塾に入学、在学中は福沢家で家庭教師を務めながら同邸内に居住し、1880年23歳で本科を卒業。卒業後も福沢の人脈から後藤象二郎伯爵の書生となり、2年余り活動した。

### 渡鮮
1882年8月に発生した李氏朝鮮の壬午事変では、日本公使館焼き討ち事件や公使一行襲撃事件が発生し、当時の日本の周辺地域は、外国公使館への暴動が発生するなど混迷を極めていた。事後条約となる済物浦条約の公式謝罪並びに賠償金の借款のために訪日した李氏朝鮮側の関係者に対して、外務卿の井上馨や福澤が関係者を世話したことが井上が渡鮮する契機となった。
同年12月、福澤の指示によって朝鮮政府顧問として派遣された牛場卓蔵、高橋正信に井上も同行。朝鮮の一般庶民の意識改革の為、識字率を上げる必要を感じていた福澤は、井上らに「朝鮮の独立と朝鮮人の啓蒙の為には、朝鮮語による新聞の発行が不可欠」と訓示した。牛場と高橋は厳しい情勢に見切りをつけて帰国したが、井上だけは朝鮮に留まり1883年、外衙門顧問（外交顧問）に任命された。井上は、しばらくの間政府の組織・運営などについてじっくり観察していたが、改革するには王自ら乗り出さなければならないという結論に達した。そこで改革し易いような雰囲気を作るべく思い立ち、官報に近い新聞の発行を進言した。これが受け入れられ登竜門に教育・文化を扱う博文局が設立され、穏健派の金允植がその責任者となり同年10月1日、同局から「漢城旬報」を創刊した（10日に一回発行）。井上は翻訳、編集指導として関わった。「漢城旬報」は国王の認可を受け、政府の機関が発行所となったもので、朝鮮社会に与えたインパクトは大きかった。「漢城旬報」は朝鮮における最初の近代的新聞であった。ところが同国の保守派の人々は危険分子を助長させるとして反対した。また清国人は清国の従属国朝鮮が官報に独立論を掲載したのは許しがたい行為であるとし、その背後に日本があると断じ非難した。
「漢城旬報」の文章は、当初は純漢文であったが、福澤は井上から送られて来た「漢城旬報」の第一号・第二号を見て「朝鮮には諺文（ハングル）があるはずだ。諺文を使えば多くの人が読めるようになるだろう」と指摘。井上は早速ハングルの使用について検討を始めた。当時ハングルの使用については、保守派があれこれ難癖をつけ使用の目途はつかなかった。
1884年12月に朝鮮で起こった急進改革派の金玉均・朴泳孝らによる甲申政変は、韓国併合の契機となったといわれるが、井上はこの事件の巻き添えをくい、駐朝公使・竹添進一郎や在留邦人とともに命からがら首都漢城を脱出・日本に逃れた。
1885年早々、井上が朝鮮へ戻ろうとしたとき福澤は「行く必要はあるまい」と止めたが、井上は「先生がお教え下さったハングルの普及のため是非とも行かなければなりません」と言って漢城へ戻った。しかし博文局は焼け、その復旧に手間取り、ハングルを使うという空気ではなかった。そこで事あるごとにハングル使用の必要性を説き、ようやく実現の運びとなったが、ハングルの活字を作る職人がいなかった。このため井上は日本に帰り、活字職人二人を連れて漢城に戻った。井上は急ぎ準備を進め、井上の編集指導のもとに1886年1月「漢城旬報」の後継誌「漢城周報」が創刊された（週に一回発行）。この「漢城周報」は、政府公認の公文書（官報）としては初めてハングルによる朝鮮文（吏読文など、漢字表記の朝鮮語が政府の実務文書に使われることや、民間への教化や布告がハングルで出されることはあった）が使用された。ここでは、国漢文という日本の漢文訓読体をモデルにした新しい文体（ハングル創製以来使用されていた、単なる漢字交じり文とは別）が採用されたが、これは日本の漢文訓読体に通じていた日本知識人である井上のアイディア・示唆があったとされる。実際に文体を作成したのは老儒学者の姜瑋とされる。「漢城周報」の発行部数は約3000部。読者は主に役人でこの新聞自体は庶民には浸透せず、新しい文体である国漢文も植民地統治期に官報などで限定的に使用されるのみにとどまったが、新聞にハングル表記の朝鮮語が使われたという点で朝鮮におけるハングル使用のエポックとされる。
同紙は井上の指導のもとに軌道に乗ったが、はじめ協力的だった関係者の気持ちが次第に遠のいていった。背後に閔妃ら反日的な保守派が勢力をもたげたからだと言われている。朝鮮の開化を願って朝鮮へ渡り、朝鮮人と共に行動したにもかかわらず結局受け入れられず。不満を胸に同年末、井上は帰国するが、井上の帰国した後も新聞の発行は続いた。
1910年から1945年の日本統治時代にハングルは、朝鮮の普通学校（小学校）の教科書に載り、朝鮮の子供たちに普及していった。
1887年6月には、福澤にアメリカ移住を勧められ、30数名の広島県人者を連れて渡米。この頃アメリカ本土への移民は、まだ学生が主で労働目的の移民は多くなかった。井上はカリフォルニア州で農業を営み「時事新報」に体験を寄稿。これを読み移民を志した者も少なくないと言われる。

### 政治家として
アメリカから帰国し再渡米の直前、甲申政変に関係した廉で逮捕された。理由は甲申政変の際、日本政府は改革派支援を約束しながら、形勢が悪くなると口を噤んでいるのは卑怯だと政府批判演説をした、伊藤博文、井上馨両元老院議官を侮辱したというもの。しかも誰が書いたか分からない事件関係書類が官憲に押収されており、それが証拠となって官吏侮辱罪で有罪判決を受ける。はじめ大審院まで争うつもりであったが、憲法発布による恩赦があるというので翌年1月に服役、2月大赦で出獄した。
1888年アメリカから帰国後、慶應義塾在学時代から知遇を得ていた後藤象二郎の大同団結運動に参加。薩長藩閥政治の打破を目標とし、その実現のため政界進出を決意。1890年、第1回衆議院議員総選挙に出馬して補欠当選。第一議会では予算問題で政府を支持し自由党を除名させられる。1892年、吏党系の中央交渉部に籍を移して、更に北海道炭鉱鉄道の社長となり、外資導入などを積極的に行い“実業界議員”として名を馳せると、これを良しとしない壮士（政治活動家）の、いの一番の標的となり、たびたび狙われ暴行を浴びた。1891年には、井上に暴行を加えた者達が、保安条例に基づき議会会期中の退去を命ぜられた。用心のため仕込杖を持ち歩き、翌年1892年には、自由党の壮士と名乗る者に襲われ大立ち回りを演じた。この年の『東京日日新聞』に「民党壮士が目指すものは独り井上に止まらず、温派議員の錚々たる者には総て乱暴を仕掛くべしとの模様も見ゆれば、今程は何れにても如何なる騒動の起り居るならんも知らずと云々」と過激な壮士の発言が掲載された。その後、国民協会には参加せずに独自の会派を結成するも、後には鉄道国有政策で意見の一致する憲政党に入党し、引き続き政友会にも所属したが、財政方針で対立し1901年、政友会を除名された。1924年まで連続当選14回、第1回から第47回までの帝国議会に参加した。なお、1915年12月3日に大審院で選挙法違反事件の裁判が確定し議員を退職している。
井上は後藤象二郎と行動をともにしたが、後藤は大同団結を呼びかけたかと思うと中立の立場をとるなど変幻自在で、このため政治家井上の評価も毀誉褒貶相半ばするものがあった。また、酷い痘痕面で、“蟹甲将軍”というあだ名を付けられ、この頃の新聞などに、蟹の顔をした井上の漫画がよく書かれたり、天然痘が流行した頃、家の入口に「井上角五郎様御宿」と書いた紙を貼れば、天然痘除けになるという噂が広まるなどこの時代の名物男であった。

### 実業家として
さらに実業家としても多岐に渡る業績を残す。京釜鉄道、南満州鉄道設立に関わった他、北海道炭礦鉄道（のち北海道炭礦汽船）専務（実質社長）として鉄道業務機構の改組、新炭鉱の開発、付帯事業の拡張を推し進めた。経営組織から薩摩閥と官僚制を除き、近代的経営組織を育成。室蘭港の開発に取り組み、北炭社を近代的垂直企業として発達することに全力を注いだ。伊藤博文が井上の才能を高く評価し支援したといわれる。福澤桃介は井上が北炭専務時代の部下・参謀である。井上は製鉄業こそが近代化の根幹であると考え、鉄道国有化による売却収入を利用して北海道で民間による製鉄事業を計画。しかし、兵器国産化を目指していた海軍の説得により1907年、製鋼と兵器製造を行う日本初の外資（英国資本）導入といわれる日本製鋼所を設立した。さらに1909年には、念願の製鉄事業であった北炭輪西製鉄場（現在の新日本製鐵室蘭製鐵所）を設立、「室蘭の製鉄業の祖」と呼ばれる。これらの事業に伴い鉄道輸送力を強化、手宮線、空知線、室蘭線、夕張線などの改良を行い北海道の炭礦鉄道事業、及び北海道の重化学工業発展に多大な功績を残した。1910年鞆軽便鉄道（現在の鞆鉄道）創立発起人。1912年宇和島鉄道社長。1916年電気製鋼所（現・大同特殊鋼）設立に出資。同年、経営不振に陥った京都電気鉄道社長に就任しこれを再建、1918年に京都市に引渡し京都市電統一問題を解決した。1920年には矢作水力（のち中部電力）、1923年には名古屋火力発電所を設立・起工するなど多くの炭鉱や発電所、鉄道の開発・整備に辣腕を振るった。その他日本で最初にブリキの大量製出に成功したり、北海道人造肥料社長、日本ペイント（現・日本ペイントホールディングス）会長、歌舞伎座共同代表（1909年）、品川銀行、千代田生命保険相互の創立で取締役、日本瓦斯取締役、日本人造絹糸（のち帝人）監査役、など多くの会社、銀行、等の経営者・役員を務めた他、東京商工会議所副会頭、帝国鐵道協会副会長などの要職を歴任した。1909年に「國民新聞」が“手腕ある実業家は誰か”として一般投票を行ったところ最高位に選ばれ、“蟹甲将軍”という揶揄の他に“井の角さん”と親しみを込められて呼ばれたこともあった。また教育界においても大きな足跡を残し、国民工業学院理事長として、その創立、経営に努め、工業道徳の振興に力をそそいだ。

## 栄典
- 1914年（大正3年）6月18日 - 勲三等瑞宝章[37]

## 著作
- 『謹んで広島県第九撰挙区有志諸氏に告ぐ』井上角五郎、1890年10月。全国書誌番号:40020065。
- 小山昌省編輯 編『井上角五郎君帝国議会演説筆記』小山昌省、1891年2月。全国書誌番号:40020310。
- 『漢城廼残夢』井上角五郎、1891年10月。全国書誌番号:43056644。
- 『予算意見』楢崎平太郎、1891年12月。全国書誌番号:40032590。
- 『議会解散意見』秋田荘次郎記、忠愛社、1892年1月。全国書誌番号:40020365。
- 『第四回帝国議会之経過』井上角五郎、1893年3月。全国書誌番号:40020557。
- 『帝国議会議政之方針』小坂幸吉、1894年7月。全国書誌番号:40020614。
- 『帝国議会小史』井上角五郎、1902年4月。全国書誌番号:40020618。
- 『貯蓄奨励の方法』井上角五郎、1902年10月。全国書誌番号:40032896。
  - 『貯蓄奨励の方法』（増補2版）井上角五郎、1902年12月。全国書誌番号:40032897。
- 『故紙羊存』 第4、井上角五郎、1908年6月。全国書誌番号:40019679。
- 『第四十六帝国議会ト農村問題』東京築地活版製造所、1923年4月。全国書誌番号:43033279。
- 『観音とは何か』福沢事務所、1925年2月。全国書誌番号:42007794。
- 『南無観音』南無観音発行所、1926年。全国書誌番号:43038225。
- 岩崎楽天・青柳有美共編 編『仏教の上より見た政治』福沢事務所、1927年。全国書誌番号:47018999。
- 『作業心得』国民工業学院、1932年3月。
  - 『作業心得』（増訂4版）国民工業学院、1934年2月。全国書誌番号:44001119。
- 『福沢先生の朝鮮御経営と現代朝鮮の文化とに就いて』井上角五郎、1934年2月。全国書誌番号:47018586。
- 『二宮尊徳の人格と思想』国民工業学院、1935年12月。全国書誌番号:47013641。
- 『金玉均君に就て』中央朝鮮協会、1937年5月。全国書誌番号:44031344。
- 『信仰と政治』井上角五郎、1937年6月。全国書誌番号:44033533。

## 家族・親族

### 井上家
（広島県福山市、東京・本郷・駒込西片町）
- 妻・わか[1]（東京、山田惣三郎長女[1]）

明治13年（1880年）12月生 - 没
- 男・昇[1]

明治26年（1893年）7月生 - 没
京都帝国大学助教授。岳父に伯爵坊城俊章
- 男・五郎[1]

明治32年（1899年）8月16日生 - 昭和56年（1981年）11月18日没
中部電力初代社長、動力炉・核燃料開発事業団初代理事長、中部経済連合会3代会長。
井川ダムの建設等で知られる。岳父に男爵木越安綱。
- 長女・ユキ

明治34年生
跡見女学校出身。工学士・若山高根(三菱電機取締役)の妻
- 二女・トヨ

明治36年生
跡見女学校出身。工学士・平山謙三郞（三菱電機常務）の妻。謙三郞の父・英作は平山省斎の養子
- 三女・秀子

明治38年生
跡見女学校出身。医学士・瀧田順吾（北里研究所所長）の妻
- 孫・シャーウィン裕子[40]。

昭和11年（1936年）9月13日生〜
作家、画家。五郎の娘。著作「夢のあと」（Eight Million Gods and Demons） は、祖父・角五郎をモデルにしたものという。前夫は吉川庄一、1985年にジェームズ・シャーウィン（米国GAF社副会長）と再婚。